# Otfried Weintritt
Otfried Weintritt (* 30. März 1955 in Gaggenau) ist ein deutscher Orientalist und Islamwissenschaftler.

## Leben
Weintritt studierte an der Universität Freiburg Islamwissenschaft, Neuere Deutsche Literaturgeschichte und Geschichte. 1982/83 hielt er sich zu Studienzwecken in Kuwait auf und promovierte 1988 im Fach Islamwissenschaft. Anschließend schrieb er Beiträge für das Handbuch der historischen Buchbestände. 1990 bis 1996 Tätigkeiten an den Universitäten Münster (Assistentenvertretung) und Freiburg, wo er Band 27 des biographischen Lexikons des Ṣalāḥaddīn Ḫalīl b. Aybak aṣ-Ṣafadī edierte (DFG-Projekt); daran schloss sich ein Habilitandenstipendium der DFG an. 2001 bis 2003 Mitarbeit im Projekt „Der Europäische Sonderweg“ der Breuninger-Stiftung Stuttgart.
Weintritt habilitierte sich 2007 in Bonn, anschließend erstellte er im Auftrag der Bundesregierung eine Expertise für den Sechsten Altenbericht. Als Lehrbeauftragter war er von 2008 bis 2013 an den Universitäten St. Gallen und Zürich tätig, von 2010 bis 2011 als Vertretungsprofessor am Asien-Orient-Institut der Universität Tübingen. Von 2009 bis 2015 untersuchte er das Faḍāʾilgenre im islamisch-arabischen Schrifttum (DFG-Projekt).
Er ist Privatdozent an der Universität Bonn. Seine Arbeitsgebiete umfassen materialreiche Genreuntersuchungen des islamisch-arabischen Schrifttums (Historiographie, Faḍāʾil) sowie kultur-, sozial- und geistesgeschichtliche Analysen der islamischen Lebensordnung. Er forscht zu der Frage nach den Voraussetzungen und Konsequenzen des islamischen Lebensstils.   

## Veröffentlichungen
- Altersbilder im Islam und unter Muslimen in Deutschland und Körperbilder im Islam, in: F. Berner, J. Rossow, K.-P. Schwitzer, Individuelle und kulturelle Altersbilder. Expertisen zum Sechsten Altenbericht der Bundesregierung, Wiesbaden: VS Verlag für Sozialwissenschaften, 2012, S. 231–87.
- The Floods of Baghdad: Cultural and Technological Responses, in: Christof Mauch and Christian Pfister (eds.), Natural Disasters, Cultural Responses. Case Studies toward a Global Environmental History, Lanham: Lexington Books 2009, S. 165–182.
- Transport in der islamischen Welt. in: Rolf Peter Sieferle/Helga Breuninger, Transportgeschichte im internationalen Vergleich Europa – China – Naher Osten, Stuttgart 2004, S. 238–302. Sowie in: Rolf Peter Sieferle, Transportgeschichte, Berlin 2008, S. 143–207.
- Zeitdeutungen im Islam, in: Klaus Müller & Jörn Rüsen, Historische Sinnbildung, Reinbek bei Hamburg 1997, S. 296–306. Sowie: Interpretations of Time in Islam, Jörn Rüsen, Time and History. The Variety of Cultures, New York, Oxford 2007, S. 85–92.
- Rawḍa, in: Encyclopaedia of Islam, vol. 8, Leiden 1994, S. 463–465.